# Physionotrace
Le physionotrace est une invention de Gilles-Louis Chrétien (1754-1811), graveur et portraitiste, datant de 1785.

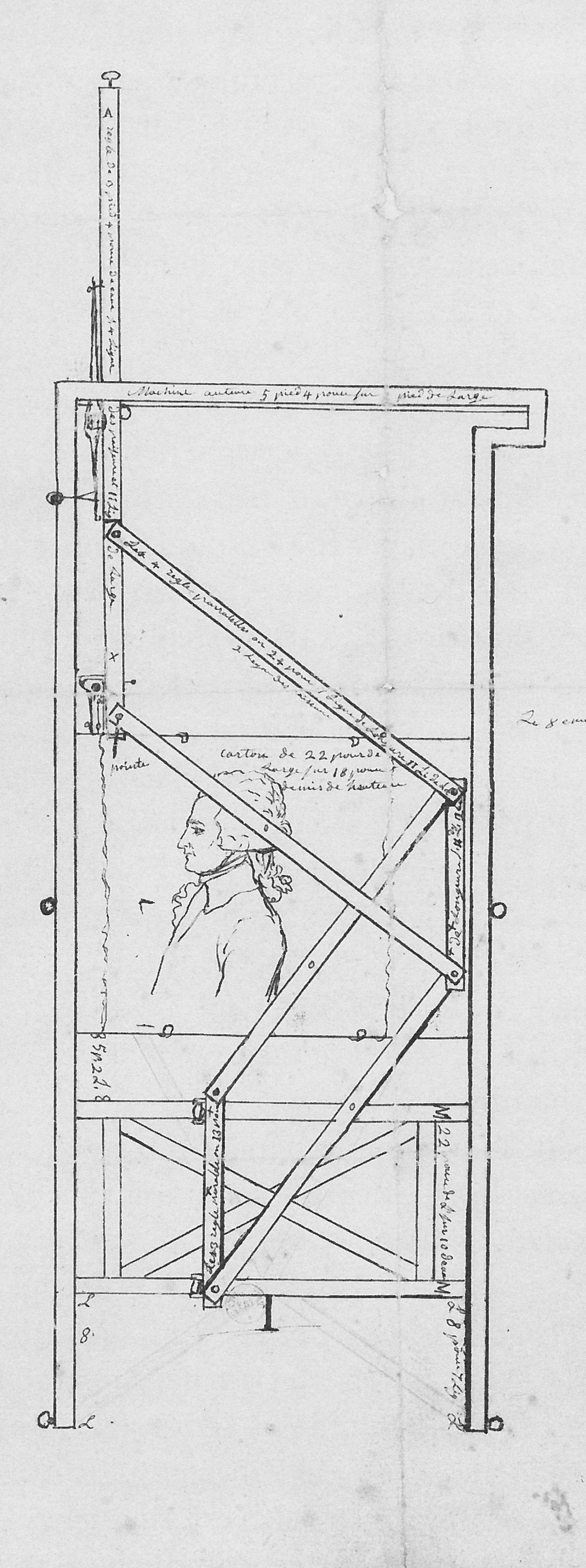
Physionotrace de Quenedey.

À l'origine se trouve le portrait dit « immobile », portrait de profil, réalisé aux pastels, caractérisé par une facture assez naïve, réalisé par des artistes qui cheminaient de bourg en bourg et proposaient leurs services aux notables locaux. Pour les réaliser, on tendait derrière le sujet qui prenait la pose une toile noire afin que le profil se détache mieux. Leur taille est relativement petite, car les artistes transportaient les feuilles de papier dans des boîtes à dos. Certains étaient réalisés sur papier bleu.

## Principe
« Telle est, par exemple, la dispute sur la propriété du physionotrace, invention possédée par Mr. Bouchardy, vendue par Mme veuve Chrétien, et réclamée par Mr. Quenedy ; invention au moyen de laquelle pour la modique somme de 25 fr. on vous fait votre portrait comme une carte de visite, en vous donnant 100 exemplaires de la planche. Nous avons cru devoir signaler cette utile découverte, principalement à l’usage de tant d’auteurs modestes que le public est impatient de connaître, et de ces dames qui se ruineraient bientôt, toutes riches qu’elles sont, si elles faisaient exécuter par Isabey tous les portraits qu’elles donnent ». »

L'invention de Chrétien mécanisa le dessin du portrait par l'usage d'un pantographe équipé d'un œilleton de visée.

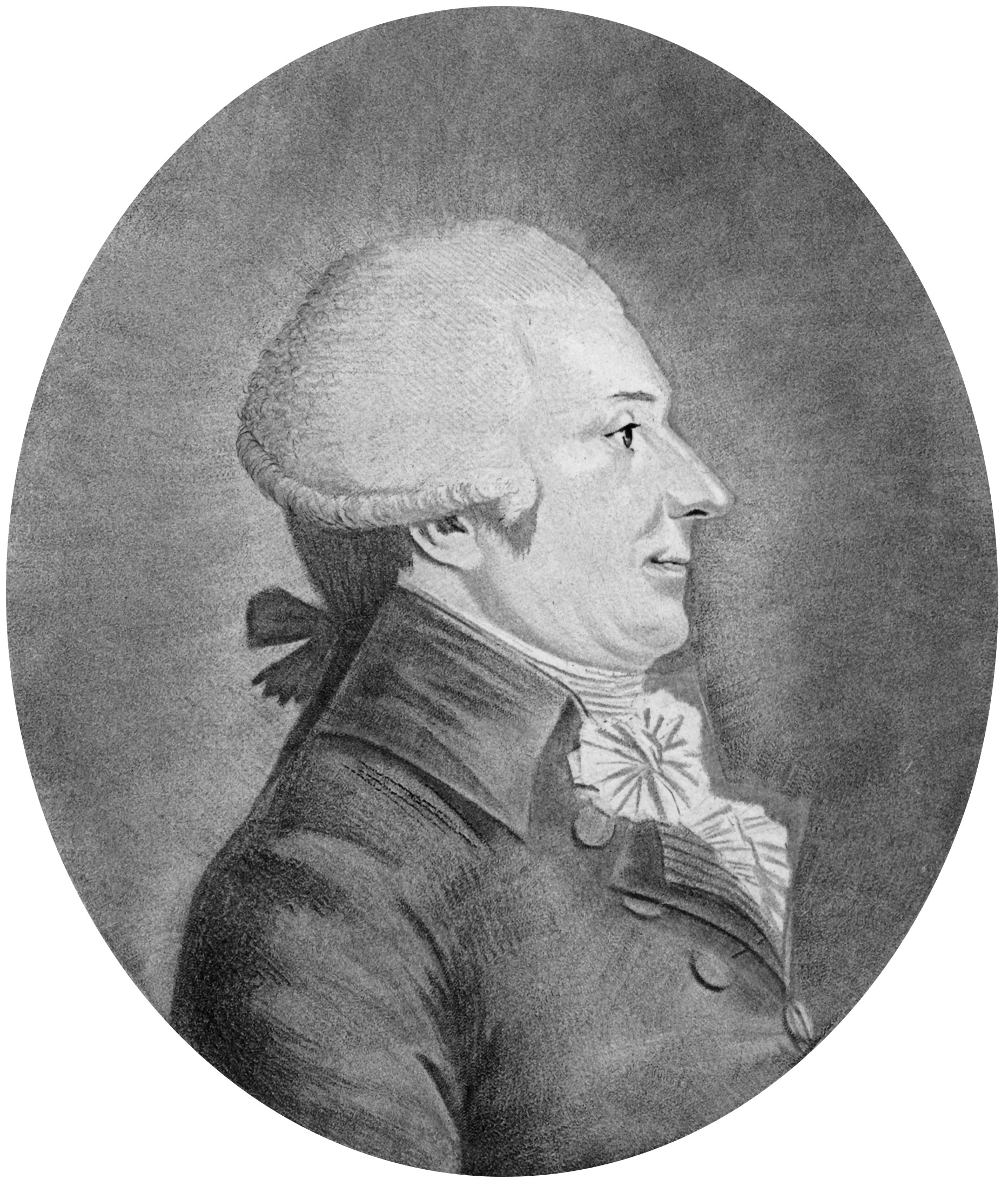
Physionotrace de Louis-Bernard Guyton-Morveau par Quenedey.

En déplaçant l'œilleton en suivant les contours du sujet, on faisait bouger un crayon qui dessinait le profil du sujet. Le pantographe formé d’un double parallélogramme articulé servait à tracer un dessin aux dimensions réelles. Le portrait grandeur nature, appelé « grand trait », était réalisé en quelques minutes et pouvait être colorié aux pastels par un dessinateur. Si le client le désirait, il était possible dans un second temps de réduire avec un autre pantographe le portrait et de le graver sur une plaque de cuivre à l'eau-forte et d'en tirer une douzaine,  pour un prix extrêmement modique. Les portraits gravés portaient le nom et l'adresse de l’opérateur, par exemple : « Dess. aux Physionotrace et gravé par Quenedey, Rue Neuve de Petits Champs n° 15 à Paris, 1808 ». Ils pouvaient également mentionner le nom du modèle, mais la plupart sont anonymes. Ces gravures pouvaient aussi être imprimées en couleurs ou coloriées à la main. De plus, ce procédé permettait de réaliser des portraits de trois-quarts et même de face. La publicité indique que des portraits en pied pouvaient être réalisés.
Par extension, on appelle physionotrace aussi bien l’appareil, le grand trait ou les portraits gravés ad vivum.
Le nombre de personnes dont le portrait a été réalisé par ce procédé  est estimé à entre quatre et six mille. René Hennequin, l’historien de Quenedey, a catalogué 850 portraits pour la première année (1788-1789). Au salon de 1796, six cents physionotraces ont été exposés.
Pour certains, peu connaisseurs, ils sont d'une facture standard, inexpressifs et sans grande valeur artistique. D'autres estiment qu'ils représentent une source historique majeure car ils représentent les portraiturés d'après nature sans le filtre de l'artiste.
Les « physionotypes »  sont considérés comme la photographie de l'époque. Le cabinet des estampes de la Bibliothèque nationale de France en conserve 2 800. 
Ils constituent, outre le portrait de personnalités célèbres ou moins connues de la société française sous la Révolution, de la famille royale aux Conventionnels Bailly, de Marat, de Pétion, de Robespierre, une source inestimable de renseignements sur l'histoire du costume et de la coiffure à cette époque.
En 1793, Charles Balthazar Julien Fevret de Saint-Memin, Français émigré aux États-Unis, emmène l'invention et en répand l'usage en exécutant les nombreux portraits de profil des fondateurs révolutionnaires de ce pays au physionotrace. 

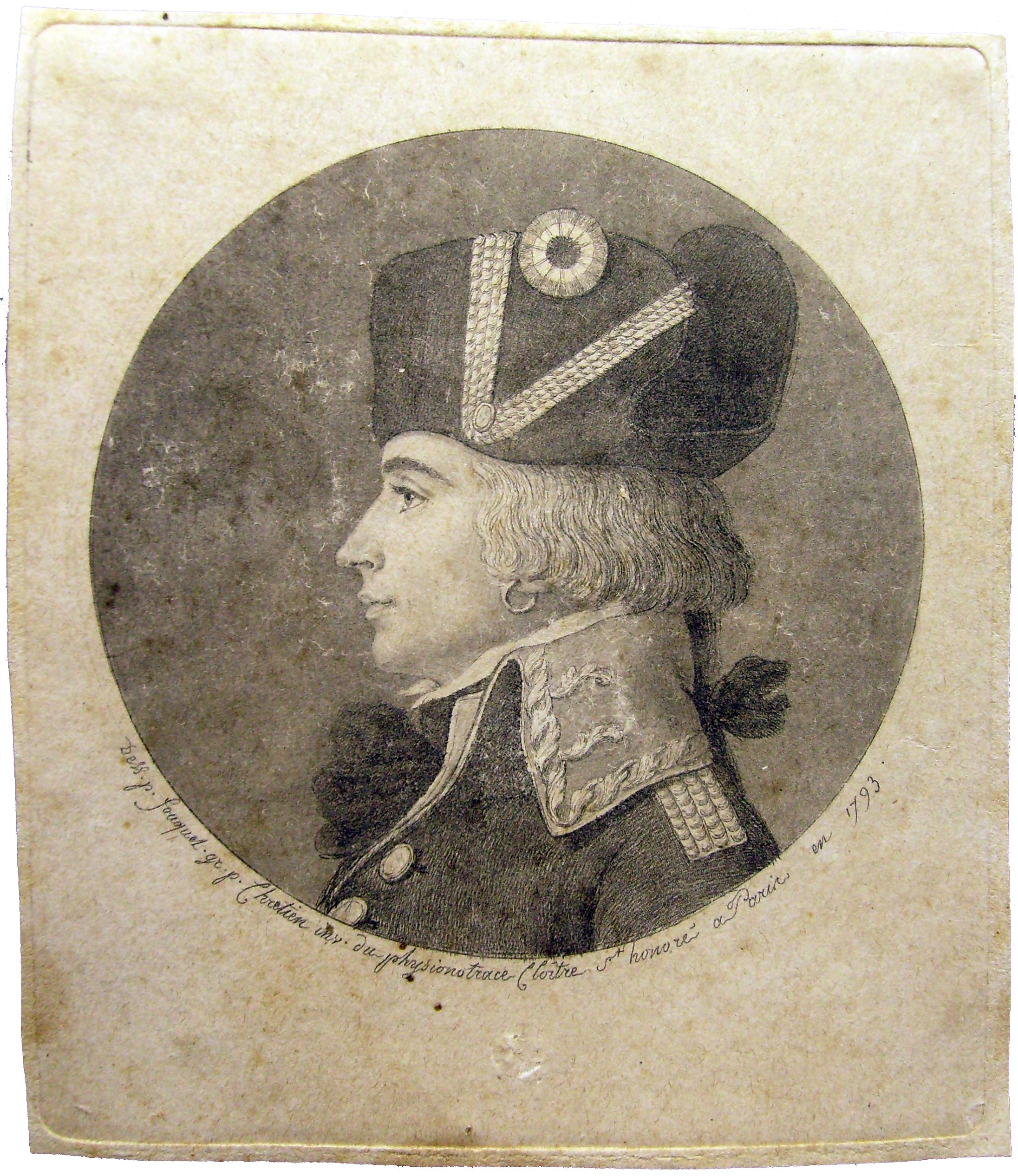
Physionotrace dessiné par Fouquet et gravé par Chrétien en 1793.

D'autres systèmes similaires ou inspirés du physionotrace ont été inventés :
- Leonhard Heinrich Hessel, un pastelliste miniaturiste allemand, inventeur du Hessellischen Treffer[5].
- Ernst Christian Specht, pastelliste et miniaturiste allemand[6].
- Gerrit Schipper, (1775 Krommenie-1822 Londres). Fils d'un fabricant de voile, il étudie le dessin à Paris vers 1793 puis après être retourné en Hollande, il s'exile à Saint-Petersbourg où il commence une carrière de miniaturiste. De 1802 à 1810 il travaille aux États-unis dans différentes villes, faisant de la publicité pour son Achromatic camera obscura inspiré du physionotrace. En 1810 il s'installe à Camden Town en Angleterre.

## Portraitistes au physionotrace
- Gilles-Louis Chrétien.

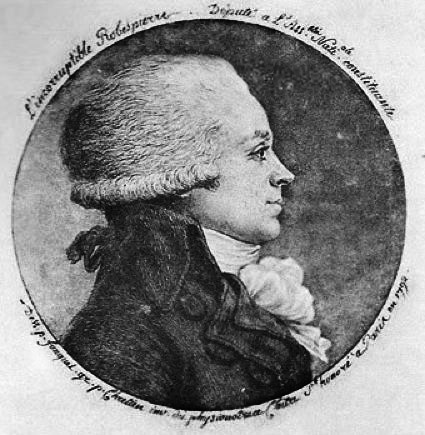
Physionotrace de Maximilien Robespierre par Gilles-Louis Chrétien et Jean-Baptiste Fouquet, 1792.

- Bouchardy successeur de Chrétien en 1811.
- Edme Quenedey des Ricets et ses filles Adèle et Aglaée.
- François Gonord (1756-1819), il a commencé par des silhouettes en 1788 puis publia, en l'an VII, une collection des portraits des membres composant le corps législatif. Ce sont de petits médaillons sur fond noir, encadrés, au nombre de quarante sur chaque feuille.
- Fournier.
- Jean (ou Jean-Baptiste) Fouquet (vers 1761 Verdun-1799) : miniaturiste, il remplaça Quenedey auprès de Chrétien en 1792 jusqu'en 1798.
- Charles Balthazar Julien Fevret de Saint-Memin, réfugié pendant la Révolution aux États-Unis et qui y importa la technique.
- Louis Lemet (1779-1832), graveur de Philadelphie.